# 앙리 르페브르

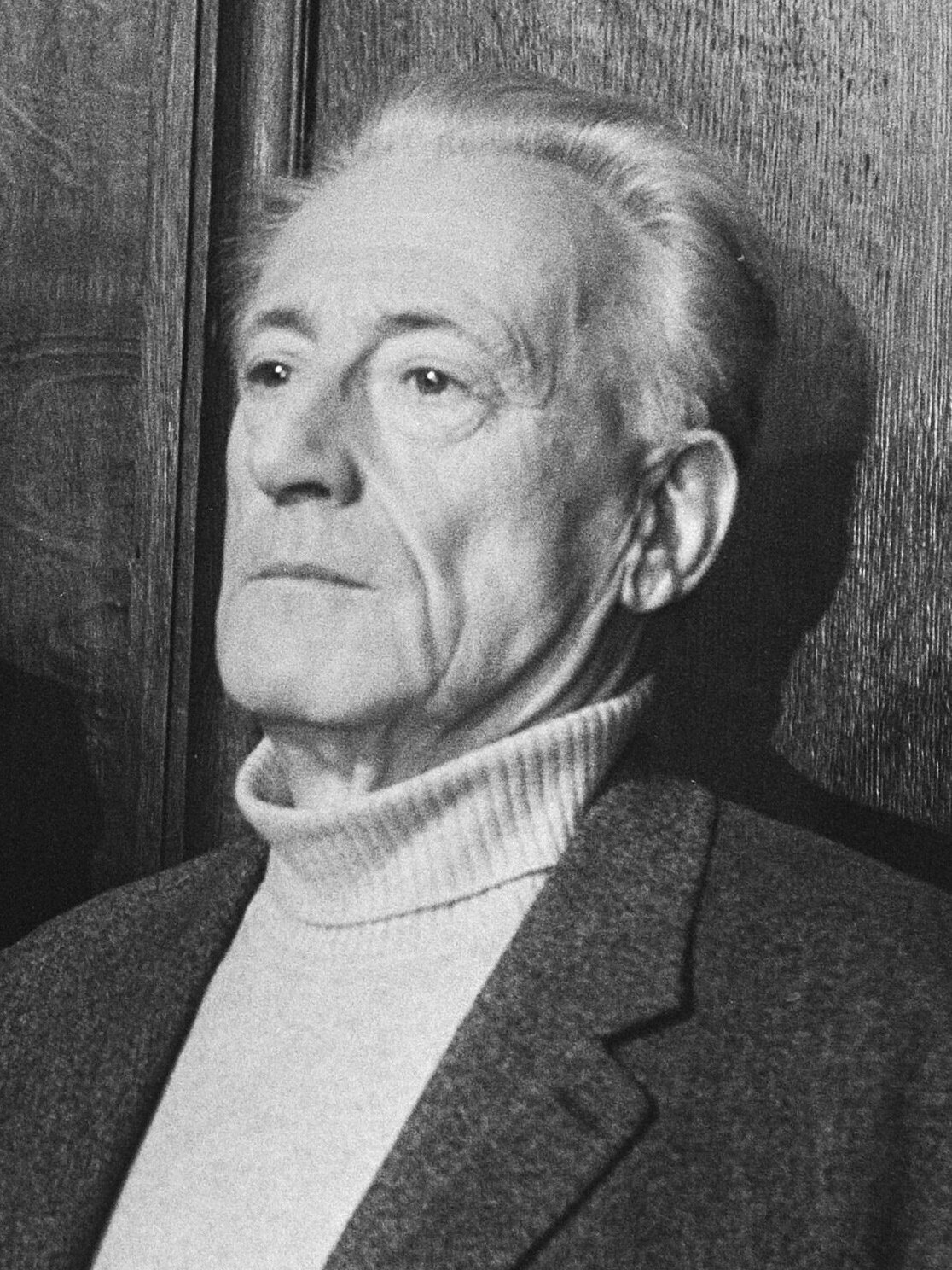

앙리 르페브르(프랑스어: Henri Lefebvre, 1901년 6월 16일 ~ 1991년 6월 29일)는 프랑스의 마르크스주의 철학자이자 사회학자이며 일상생활의 비평의 선구자, 변증법적 유물론, 마르크스주의 소외론, 스탈린주의, 실존주의, 구조주의에 대한 비판한 인물로 알려진 인물이다.
프랑스 랑드에서 태어났다. 신 파리 대학교에서 철학을 공부하고 1920년 졸업했다. 1924년 폴 니장과 함께 일했다.
프랑스에서 1991년 6월 29일 90세의 나이로 사망했다.